# Processo decisório
Processo decisório é o processo de escolher o caminho mais adequado à empresa, em uma determinada circunstância.
Uma organização precisa ser capaz de otimizar recursos e atividades, assim como criar um modelo competitivo que a permita superar os rivais.
Considerando que o mundo é dinâmico e vive em constante mudança, onde as ideias afloram devido às pressões do momento, essa resposta poderia ser simples demais.
Para que um negócio ganhe a vantagem competitiva é necessário que ele alcance um desempenho superior. Para tanto, a organização deve estabelecer uma estratégia adequada, tomando as decisões certas.

## Objetivos coerentes e compreensão do negócio
Apenas estabelecer metas de crescimento, de produção, faturamento e de lucro não é suficiente para garantir o sucesso dos empreendimentos:
A dinâmica do mercado e as evoluções tecnológica e social constantemente ditam as novas regras de concorrência.
É fundamental compreender bem a área de negócios no qual a organização está inserida, antes de tomar medidas que afetem seu desempenho interno e a sua imagem perante a sociedade.
A rentabilidade de uma empresa decorre de dois fatores: a parte que se deve ao setor a qual a empresa se dedica (ou seja, ao negócio propriamente dito) e a que resulta do desempenho superior da organização, que é uma qualidade individual, independente do conjunto do setor.
Uma organização pode ser definida pelo conjunto de atividades que ela executa, com as quais ela cria um produto de valor para os compradores. Portanto, as atividades que ela exerce e a maneira como faz determinam sua vantagem competitiva.
O gerenciamento competitivo não vem da organização como um todo, mas das atividades individuais que as organizações são capazes de desempenhar e da interação entre estas atividades. As atividades possibilitam que a organização atue de duas maneiras genéricas:
- a) De modo diferenciado no mercado, podendo cobrar mais caro por isso, ou
- b) Com custos reduzidos, podendo vender a preços menores.

## Eficiência e eficácia x estratégia
Eficiência
Relação entre as saídas (resultados) e entradas (recursos) de um sistema ou processo. Consiste em produzir de forma otimizada e racionalizado, isto é, utilizar os recursos de forma racional evitando desperdício.
Maximizar a eficiência significa fazer algo da maneira correta.
Eficácia
Relação entre as saídas (resultados) e as metas.
Maximiza-la é escolher a coisa certa a ser feita. Em suma, tem de haver uma forte relação entre eficiência e eficácia. Ora, tu podes ser eficiente na produção mas se o bem produzido não for bem aceite no mercado, então não está a ser eficaz. Para tal é preciso traçar fortes políticas e estratégias que permita preconizar os objetivos.

## Grandes temas do plano estratégico
Cenários e Premissas básicas, Propósito, Estratégias Corporativas, Portfólio, Objetivos e Metas, Planos de Ação, Programa de Implantação e Ações de Controle.

## Tópicos do plano estratégico
1. Cenário(s) e premissas básicas
2. Propósito
Visão
Missão e abrangência
Princípios e valores
Posicionamento estratégico
3. Estratégias institucionais
Estratégias corporativas
Estratégias de diversificação
Estratégias de alianças e parcerias
Estratégias de expansão
4. Portfólio
Á Áreas estratégicas atuais e novas
Mapeamento do portfólio
Estratégias para rotação do portfólio
Estratégias competitivas
5 Objetivos e metas
6. Planos de ação
Para mudanças no ambiente
Para revisão e adequação do propósito
Para capacitação competitiva
Para capacitação corporativa
7. Programa de implantação
Investimentos estratégicos
Orçamento estratégico
Cronograma de implantação
8. Ações de Controle

## Decisões programadas e não-programadas
As programadas são aquelas que apresentam soluções para problemas rotineiros
As não programadas são aquelas que apresentam soluções específicas através de um processo não estruturado para resolver problemas. A resolução desses problemas sempre envolverão riscos e incertezas.